# Římskokatolická akademická farnost Praha

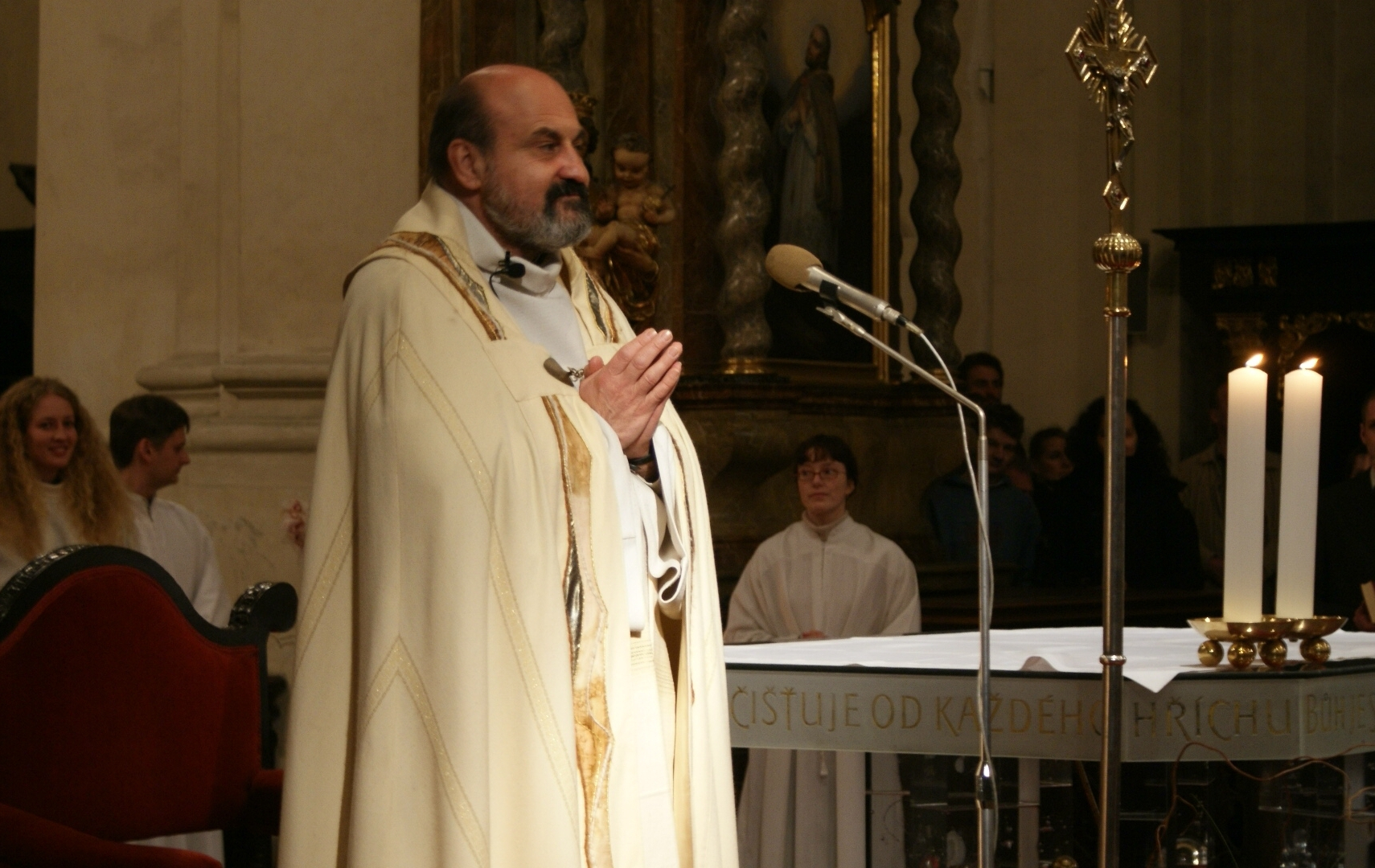
Farář Tomáš Halík ve farním kostele Nejsvětějšího Salvátora

Římskokatolická akademická farnost Praha byla zřízena 1. října 2004 jako nástupce Římskokatolické duchovní správy u kostela Nejsvětějšího Salvátora Praha-Staré Město a je přirozeným pokračováním studentské pastorace, kterou zde na popud Tomáše Halíka obnovil kardinál František Tomášek bezprostředně po sametové revoluci 1. února 1990; je organizačně začleněna do I. pražského vikariátu Arcidiecéze pražské, avšak nejedná se o klasickou farnost územní, nýbrž personální – určenou především pro pastoraci studentů, učitelů a zaměstnanců pražských vysokých škol.
Farním kostelem je kostel Nejsvětějšího Salvátora na Křižovnickém náměstí (v areálu Klementina) naproti staroměstskému konci Karlova mostu. (Občas bývá omylem zaměňován s evangelickým kostelem svatého Salvátora nedaleko Staroměstského náměstí, kde působili mj. Miloš Rejchrt a Svatopluk Karásek.)
Farářem je zde po celou dobu (resp. již od 1. února 1990 nejprve ve funkci rektora) Mons. Tomáš Halík; dále zde působili mj. Aleš Opatrný, Jan Jandourek, Milan Norbert Badal, Pavel Petrašovský (2007–2008), Petr Havlíček (2008–2010), Jan Regner (2010–2018), Petr Vacík (2011–2021), Samuel Prívara (2021-2024) a Marek Vácha (2007–2025).
Současným (2025) farním vikářem (hovorově „kaplanem“) je Petr Hruška (od 1. 7. 2024); výpomocným duchovním Ondřej Salvet (od 1. 7. 2021).

## Aktivity
Aktivity farnosti sahají od bohoslužeb (vč. ekumenických) přes kurzy základů víry (především pro zájemce o křest a biřmování) po přednášky, besedy a literární a hudební večery pro nejširší veřejnost.
Akademická farnost je otevřeným prostorem setkání a dialogu
- víry a umění (výstavy, besedy, koncerty, vlastní tvorba…);
- víry a vědy (přednášky a besedy s významnými osobnostmi různých oborů);
- lidí dobré vůle bez ohledu na vyznání (ekumenické bohoslužby, mezináboženská setkání…).

Akademická farnost úzce spolupracuje s Karmelem Edith Steinové, Českou křesťanskou akademií, Centrem teologie a umění a s dalšími institucemi i osobnostmi.
20. výročí obnovení akademické pastorace bylo v únoru 2010 příležitostí k řadě ohlédnutí jak ve farnosti samé, tak v médiích.

## Osobnosti
Osobnosti spojené s nedávnými dějinami farnosti a kostela: Paulus Sladek (zakladatel Ackermann Gemeinde), Alexander Heidler („pater Křišťan“), Jan Opatrný, Miroslav Vágner, Josef Zvěřina, Antonín Mandl, František Mikulášek, Oto Mádr, sochař Karel Stádník, režisér Otakáro Schmidt, hudebníci Robert Hugo, Eva Bublová a Jiří Stivín, architekt Norbert Schmidt, historička umění Pavla Pečinková, malířka Věra Nováková, filmový kritik Lukáš Jirsa, teoložka Denisa Červenková nebo kulturoložka Paula Jirsová-Fassati.
Jako posílení akademické pastorace v pražské diecézi byli k 1. 3. 2012 jmenováni:
- Mgr. Ing. Vladimír Slámečka, Ph.D. – rektorem Duchovní správy pro akademickou obec Českého vysokého učení technického v Praze[16]
- RNDr. Matúš Kocian, Ph.D. – rektorem Duchovní správy pro akademickou obec České zemědělské univerzity v Praze[17]